# Romaine (film)
Pour les articles homonymes, voir Romaine.
Pour plus de détails, voir Fiche technique et Distribution.
Romaine est un film français réalisé par Agnès Obadia et sorti en 1997.

## Fiche technique
- Titre : Romaine
- Réalisation : Agnès Obadia
- Scénario : Agnès Obadia,Jean-Luc Gaget, Laurent Bénégui
- Photographie : Luc Pagès
- Montage : Jean-Luc Gaget
- Costumes : Cécile Guignard
- Son : Pascal Ribier
- Production : Magouric Productions - Téléma
- Pays d'origine :  France
- Durée : 82 minutes
- Date de sortie : France - 15 janvier 1997

## Distribution
- Agnès Obadia
- Alain Beigel
- Martine Delumeau
- Jean-Luc Gaget
- Laurent Bénégui
- Luc Pagès
- Laurence Côte
- Gérald Laroche
- Eva Ionesco